# Grand Prix d'été de combiné nordique 2010

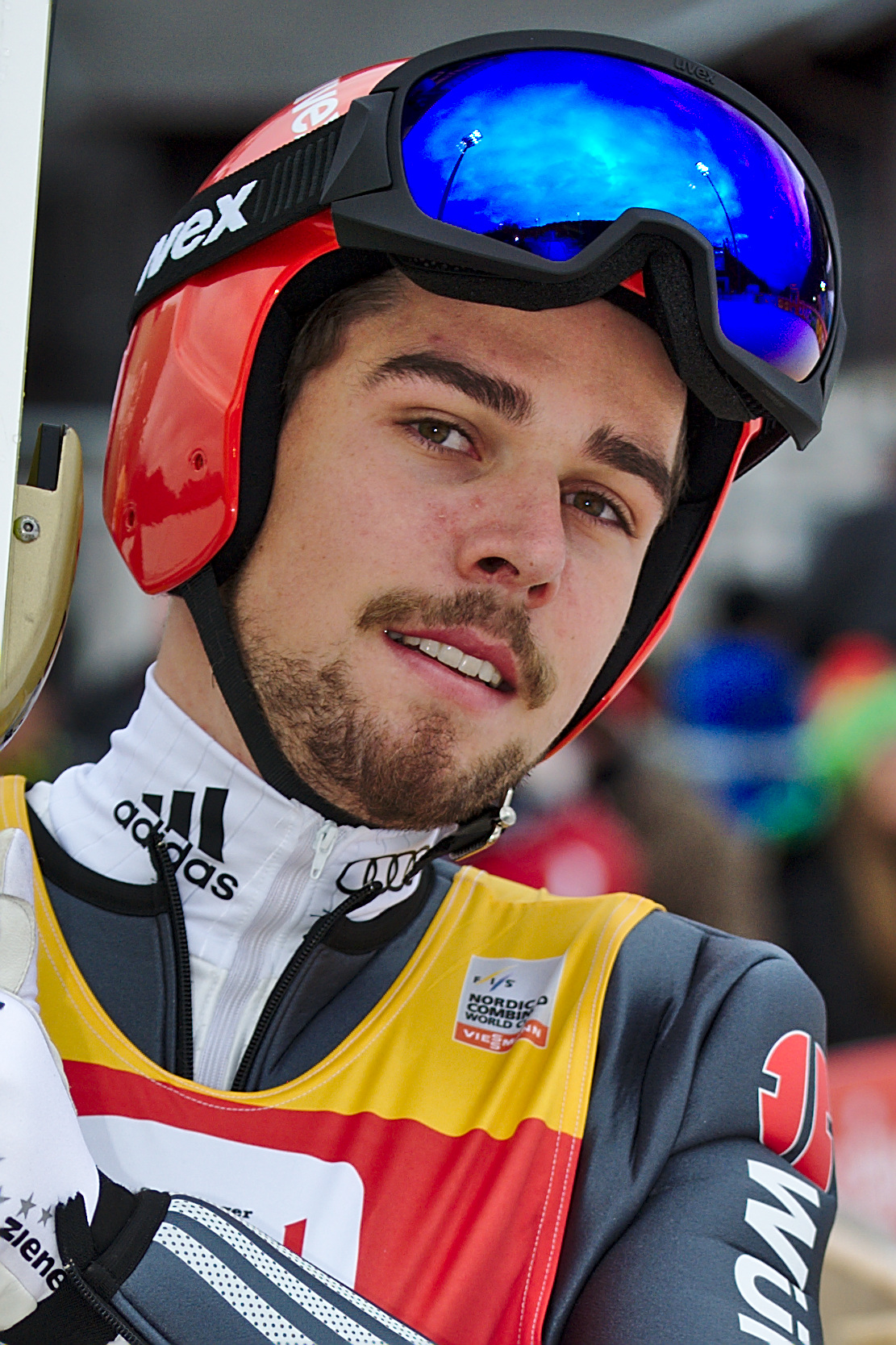

Navigation
2009 2011
L'édition 2010 du Grand Prix d'été de combiné nordique s'est déroulée du 7 au 14 août 2010, en quatre épreuves disputées sur deux sites différents. Elle a été remportée par l'Allemand Johannes Rydzek.
Fait inhabituel, la totalité des épreuves s'est déroulée en Allemagne, les deux premières épreuves en Bavière, à Oberstdorf, et les deux dernières en Saxe, à Oberwiesenthal, dans les monts métallifères près de la frontière tchèque.
| \| Oberwiesenthal Oberstdorf \| Les deux sites de compétition |
| Oberwiesenthal Oberstdorf                                     |

## Calendrier
| Date                | Type d'épreuve                      | Nombre de partants | Nombre de nations représentées | Vainqueur       | Deuxième        | Troisième       | Leader du Grand Prix |
| 1-2. Oberstdorf     |                                     |                    |                                |                 |                 |                 |                      |
| 7 août 2010         | Gundersen HS 137 / 10 km            | 57                 | 15                             | Eric Frenzel    | Johannes Rydzek | Magnus Moan     | Eric Frenzel         |
| 8 août 2010         | Épreuve individuelle HS 137 / 10 km | 57                 | 15                             | Johannes Rydzek | François Braud  | Janne Ryynänen  | Johannes Rydzek      |
| 3-4. Oberwiesenthal |                                     |                    |                                |                 |                 |                 |                      |
| 13 août 2010        | Épreuve individuelle HS 106 / 10 km | 58                 | 15                             | Magnus Moan     | Johannes Rydzek | Eric Frenzel    | Johannes Rydzek      |
| 14 août 2010        | Épreuve individuelle HS 106 / 10 km | 58                 | 15                             | Magnus Moan     | Johannes Rydzek | Miroslav Dvořák | Johannes Rydzek      |

## Classement
| Rang | Coureur         | Points |
| ---- | --------------- | ------ |
| 1.   | Johannes Rydzek | 340    |
| 2.   | Magnus Moan     | 282    |
| 3.   | Eric Frenzel    | 260    |
| 4.   | Miroslav Dvořák | 164    |
| 5.   | François Braud  | 154    |
| 6.   | Jan Schmid      | 142    |
| 7.   | Yūsuke Minato   | 133    |
| 8.   | Janne Ryynänen  | 124    |
| 9.   | Mikko Kokslien  | 114    |
| 10.  | Ronny Heer      | 96     |